# Paquisha
Paquisha ist eine Ortschaft und eine Parroquia urbana („städtisches Kirchspiel“) im gleichnamigen Kanton der ecuadorianischen Provinz Zamora Chinchipe. Paquisha ist Sitz der Kantonsverwaltung. Die Parroquia besitzt eine Fläche von 166,55 km². Die Einwohnerzahl lag im Jahr 2010 bei 1452. Davon lebten 1003 Einwohner im urbanen Bereich von Paquisha. Die Parroquia wurde gemeinsam mit dem Kanton Paquisha am 23. Oktober 2002 gegründet.

## Lage
Die Parroquia Paquisha liegt in der Cordillera del Cóndor im Südosten von Ecuador. Der Hauptort liegt auf einer Höhe von 835 m, 34 km ostnordöstlich der Provinzhauptstadt Zamora am rechten Flussufer des Río Nangaritza. Der Osten wird über die Flüsse Río Zarza und Río Blanco, beides Zuflüsse des Rìo Machinaza, nach Norden entwässert.
Die Parroquia Paquisha grenzt im westlichen Norden an die Parroquia Bellavista, im östlichen Norden an die Parroquia Los Encuentros (Kanton Yantzaza), im Osten und im Südosten an Peru, im Süden an die Parroquia Nuevo Quito sowie im Westen an die Parroquias Zumbi und Triunfo Dorado (beide im Kanton Centinela del Cóndor).

## Orte und Siedlungen
In der Parroquia gibt es neben dem Hauptort folgende Barrios: Santa Cecilia, La Floresta, San Agustín, Santa Rosa, Reina del Cisne, San Javier und Río Blanco.

## Ökologie
Im äußersten Nordosten befindet sich das Schutzgebiet Bosque Protector Cordillera del Cóndor.